# Liste de journaux au Panama
Cette page pré&sente une liste de journaux au Panama :
- Critica[1]
- La Estrella de Panama (es)[2]
- Mi Diario (es)[3]
- El Panamá América[4]
- La Prensa (es)[5]
- El Siglo (es)[6]